# Santo Domingo (Nueva Ecija)
Santo Domingo is een gemeente in de Filipijnse provincie Nueva Ecija op het eiland Luzon. Bij de laatste census in 2007 had de gemeente bijna 48 duizend inwoners.

## Geografie

### Bestuurlijke indeling
Santo Domingo is onderverdeeld in de volgende 24 barangays:
| - Baloc - Buasao - Burgos - Cabugao - Casulucan - Comitang - Concepcion - Dolores - General Luna - Hulo - Mabini - Malasin | - Malaya - Malayantoc - Mambarao - Poblacion - Pulong Buli - Sagaba - San Agustin - San Fabian - San Francisco - San Pascual - Santa Rita - Santo Rosario |

## Demografie
Santo Domingo had bij de census van 2007 een inwoneraantal van 47.960 mensen. Dit zijn 2.026 mensen (4,4%) meer dan bij de vorige census van 2000. De gemiddelde jaarlijkse groei komt daarmee uit op 0,60%, hetgeen lager is dan het landelijk jaarlijks gemiddelde over deze periode (2,04%). Vergeleken met de census van 1995 is het aantal mensen met 6.968 (17,0%) toegenomen.

De bevolkingsdichtheid van Santo Domingo was ten tijde van de laatste census, met 47.960 inwoners op 74,88 km², 547,4 mensen per km².